# 広島市道駅前吉島線
広島市道駅前吉島線（ひろしましどう えきまえよしじません）は、広島県広島市南区の広島駅前交差点（JR広島駅南口）から、中区羽衣町へ至る道路（市道）である。この道路は、通称「駅前通り」といわれる。

## 概要

### 路線データ
- 起点：広島市南区松原町・広島駅前交差点（JR広島駅南口・広島県道37号広島三次線・広島市道駅前観音線・広島市道駅前大州線交点）
- 終点：広島市中区羽衣町（広島市道中島吉島線交点）
- 総延長：約3.3km

## 地理

### 通過する自治体
- 広島県
  - 広島市（南区、中区）

### 沿線にある施設
- 西日本旅客鉄道（JR西日本）広島駅・広島電鉄広島駅電停
- 駅前大橋（猿猴川）
- 広島グランドインテリジェントホテル
- ウインズ広島
- 東広島橋（京橋川）
- 田中町トンネル：広島市道比治山庚午線（平和大通り）をアンダーパス
- フジグラン広島
- 広島東警察署 - 2018年9月1日に東区二葉の里三丁目へ移転したため廃止[1]。跡地にはヒルトン広島が2022年に開業予定[2]。
- 広島市保健所
- 東千田公園（広島大学本部跡地・広島大学旧理学部1号館）
- 広島赤十字・原爆病院
- 南大橋（元安川）

### 交差する道路
- 広島県道37号広島三次線・広島市道駅前観音線・広島市道駅前大州線（広島市南区松原町・広島駅前交差点〔起点〕）
- 広島市道中広宇品線（広島市南区京橋町・駅前大橋南詰交差点）
- 広島県道164号広島海田線・広島市道天満矢賀線（広島市南区稲荷町・稲荷町交差点）
- 広島市道松川宇品線（広島市南区松川町・松川町交差点）
- 広島市道比治山庚午線（広島市中区富士見町・田中町交差点〔側道のみ〕）：本線は田中町トンネルを経由
- 広島市道御幸橋三篠線（広島市中区富士見町・中保健センター交差点）
- 国道2号（広島市中区国泰寺町一丁目・国泰寺交差点）
- 広島県道243号広島港線（広島市中区千田町一丁目・日赤原爆病院前交差点）
- 広島市道鷹野橋宇品線（広島市中区千田町一丁目・南大橋東詰交差点）
- 広島市道吉島観音線（広島市中区羽衣町）
- 広島市道中島吉島線（広島市中区羽衣町〔終点〕）

## 別名
- 駅前通り（広島市）